# Samwel Mushai Kimani
Samwel Mushai Kimani est un athlète malvoyant originaire du Kenya, né le 26 décembre 1989.

## Carrière sportive
Samwel Mushai Kimani commence sa carrière au niveau senior en 2007, il se fait remarquer durant les Jeux Paralympiques de Rio 2016. Lors de cet événement, il a remporté deux médailles d'or : l'une au 5000 m T11 et l'autre au 1500 m T11. Sa victoire au 5000 m a été particulièrement impressionnante, où il a battu des concurrents de haut niveau, y compris le champion du monde brésilien Odair Santos, avec un temps de 15:16.11, établissant ainsi un nouveau record personnel. Kimani a également participé aux Jeux Paralympiques de Tokyo en 2021, mais il a rencontré des difficultés en raison d'une blessure. Il participe aux Jeux Paralympiques de Paris en 2024.

## Palmarès
| Date | Compétition           | Lieu           | Résultat | Épreuve          | Points |
| ---- | --------------------- | -------------- | -------- | ---------------- | ------ |
| 2008 | Jeux paralympiques    | Pékin          | 2e       | 1 500 mètres T11 |        |
| 2011 | Championnats du monde | Christchurch   | 2e       | 1 500 mètres T11 |        |
| 2012 | Jeux paralympiques    | Londres        | 1er      | 1 500 mètres T11 |        |
| 2015 | Jeux africains        | Brazzaville    | 3e       | 400 mètres T11   |        |
| 2016 | Jeux paralympiques    | Rio de Janeiro | 1er      | 1 500 mètres T11 |        |
| 2016 | Jeux paralympiques    | Rio de Janeiro | 1er      | 5 000 mètres T11 |        |
| 2017 | Championnats du monde | Londres        | 1er      | 1 500 mètres T11 |        |
| 2017 | Championnats du monde | Londres        | 1er      | 5 000 mètres T11 |        |
| 2019 | Championnats du monde | Dubaï          | 2e       | 1 500 mètres T11 |        |
| 2019 | Championnats du monde | Dubaï          | 1er      | 5 000 mètres T11 |        |